# The Romantics
The Romantics es una banda estadounidense de rock, formada en 1977 en Detroit, Míchigan. La banda adoptó el nombre "The Romantics" porque se formó en el día de San Valentín.

## Historia
Fueron muy populares, sobre todo en la década de los 80's, en Estados Unidos, Canadá, Asia, Europa y en Latinoamérica.
Influenciados por grupos musicales británicos, como The Beatles, The Who, The Kinks y The Rolling Stones, lograron un sonido único e inconfundible, sustentado en una sólida base rítmica (bajo y batería) y pegadizos riffs de guitarra.
Sus canciones más conocidas son What I like about you (1979) que aparece en comerciales y en películas, When I look in your eyes (1979), Talking in your sleep (1983), Rock you up (1983), Got me where you want me (1983), One in a million (1983), Test of time (1985), Be my everything (1985), Let's get started (1985), Midnight to six man (2003), Devil in me (2003), entre muchas otras.
Hubo varios cambios en los integrantes de la banda desde la década de 1980. El baterista y vocalista Jimmy Marinos abandonó al grupo en 1984 para seguir con su proyecto como vocalista en la banda de rock Motor City Rockers siendo remplazado por David Petratos. Además, el bajista Rich Cole y el guitarrista solista Mike Skill fueron remplazados por Bryan Christopher y Coz Canler respectivamente. Sin embargo Marinos vuelve entre 1996-1997 temporalmente a la banda para una serie de actuaciones, y Cole y Skill regresan a la banda entre 1981-1982 durante el lanzamiento de Strictly Personal
El 21 de noviembre de 2007, The Romantics interpuso una demanda contra Activision, RedOctane, Harmonix, y Wavegroup sobre el cover de la canción "What I Like About You" que se utiliza en Guitar Hero Encore: Rocks the 80s. Mientras que los desarrolladores del juego hicieron derechos seguros adecuados para cubrir la canción en el juego,The Romantics afirmaron que el cover es prácticamente indistinguible de la versión auténtica y por lo tanto sería de confundir que la banda grabó en realidad la música y la aprobación de la canción. En la demanda se solicitó el cese de las ventas del juego y el daño monetario. El caso fue desestimado el 9 de julio de 2008, con la juez de distrito de Estados Unidos Nancy G. Edmunds afirmando que Activision había obtenido la obtención de licencias para las obras y que la propia banda ya no ostentaba los derechos de autor sobre la obra.

## Integrantes

### Actuales
- Wally Palmar, guitarra, armónica y voz.
- Mike Skill, bajo.
- Coz Canler, guitarra.
- Brad Elvis, batería.

### Antiguos
- Rich Cole, bajo.
- Jimmy Marinos, batería y voz.
- David Petratos, batería.
- Clem Burke, batería
- Barry Warner, teclados.
- Johnny Badanjek, batería.

## Discografía

### Álbumes de estudio
| Año                                | Álbum             | Posiciones en las listas | Posiciones en las listas |
| Año                                | Álbum             | EE. UU.                  | SUE                      |
| ---------------------------------- | ----------------- | ------------------------ | ------------------------ |
| 1980                               | The Romantics     | 61                       | —                        |
| 1980                               | National Breakout | 176                      | —                        |
| 1981                               | Strictly Personal | 182                      | —                        |
| 1983                               | In Heat           | 14                       | 33                       |
| 1985                               | Rhythm Romance    | 77                       | —                        |
| 2003                               | 61/49             | —                        | —                        |
| "—" denota que no entró en listas. |                   |                          |                          |

### EP
| Año  | Álbum                                                     |
| ---- | --------------------------------------------------------- |
| 1979 | Tell it to Carrie/Runnin' Away//First in Line/Let's Swing |
| 1993 | Made in Detroit                                           |

### Álbumes en vivo
| Año  | Álbum                                                                |
| ---- | -------------------------------------------------------------------- |
| 1996 | The King Biscuit Flower Hour Presents: The Romantics Live in Concert |

### Sencillos
| Año                                | Sencillo                        | Posiciones en las listas | Posiciones en las listas | Posiciones en las listas | Posiciones en las listas | Álbum             |
| Año                                | Sencillo                        | EE. UU.                  | EE. UU. Main Rock        | EE. UU. Baile            | SUE                      | Álbum             |
| ---------------------------------- | ------------------------------- | ------------------------ | ------------------------ | ------------------------ | ------------------------ | ----------------- |
| 1977                               | "Little White Lies"             | —                        | —                        | —                        | —                        | Sólo Sencillo     |
| 1978                               | "Tell It to Carrie"             | —                        | —                        | —                        | —                        | Sólo Sencillo     |
| 1980                               | "What I Like About You"         | 49                       | —                        | —                        | —                        | The Romantics     |
| 1980                               | "When I Look in Your Eyes"      | —                        | —                        | —                        | —                        | The Romantics     |
| 1980                               | "Tell It to Carrie" (relanzado) | —                        | —                        | —                        | —                        | The Romantics     |
| 1980                               | "Forever Yours"                 | —                        | —                        | —                        | —                        | National Breakout |
| 1981                               | "A Night Like This"             | —                        | —                        | —                        | —                        | National Breakout |
| 1981                               | "No One Like You"               | —                        | —                        | —                        | —                        | Strictly Personal |
| 1983                               | "Talking in Your Sleep"         | 3                        | 2                        | 1                        | 5                        | In Heat           |
| 1983                               | "Rock You Up"                   | —                        | 49                       | —                        | —                        | In Heat           |
| 1984                               | "One in a Million"              | 37                       | 22                       | —                        | —                        | In Heat           |
| 1985                               | 'Test of Time"                  | 71                       | 44                       | —                        | —                        | Rhythm Romance    |
| 1985                               | "Mystified"                     | —                        | —                        | 42                       | —                        | Rhythm Romance    |
| "—" denota que no entró en listas. |                                 |                          |                          |                          |                          |                   |